# Баз Лурман
Баз Лурман (енгл. Baz Luhrmann; Сиднеј, 17. септембар 1962) је аустралијски режисер, сценариста и продуцент познат по филмовима Плесом до љубави, Ромео и Јулија, Мулен руж!, Аустралија и Велики Гетсби.

## Филмографија
| Година | Српски назив     | Изворни назив | Режисер | Сценариста | Продуцент | Напомене |
| ------ | ---------------- | ------------- | ------- | ---------- | --------- | --- |
| 1992.  | Плесом до љубави |               | Да      | Да         | Не        | |
| 1996.  | Ромео и Јулија   |               | Да      | Да         | Да        | |
| 2001.  | Мулен руж!       |               | Да      | Да         | Да        | Награда АФИ за филм године Награда Емпајер за најбољег режисера номинација - Оскар за најбољи филм номинација - БАФТА за најбољи филм |
| 2008.  | Аустралија       |               | Да      | Да         | Да        | |
| 2013.  | Велики Гетсби    |               | Да      | Да         | Да        | |
| 2013.  | Елвис            |               | Да      | Да         | Да        | |